# Xàkhovo (Kursk)
|  | Per a altres significats, vegeu «Xàkhovo». |

Xàkhovo (en rus: Шахово) és un poble de l'óblast de Kursk, a Rússia, que en el cens del 2010 tenia 18 habitants. Pertany al districte rural de Fatej.